# Sean Walker
Sean Iain Walker, född 13 november 1994 i Keswick, är en kanadensisk professionell ishockeyback som är kontrakterad till Los Angeles Kings i National Hockey League (NHL) och spelar för Ontario Reign i American Hockey League (AHL). Han har tidigare spelat för Bowling Green Falcons (Bowling Green State University) i National Collegiate Athletic Association (NCAA).
Walker blev aldrig NHL-draftad.

## Statistik
| 2011–2012   | Georgina Ice          | COJCHL      | 36  | 4  | 11 | 15 | 32  | 9  | 1 | 2 | 3 | 6  |
|             | Newmarket Hurricanes  | OJHL        | 5   | 0  | 3  | 3  | 2   | —  | — | — | — | —  |
| 2012–2013   | Newmarket Hurricanes  | OJHL        | 53  | 4  | 20 | 24 | 61  | 24 | 0 | 4 | 4 | 42 |
| 2013–2014   | Bowling Green Falcons | NCAA        | 38  | 2  | 11 | 13 | 75  | —  | — | — | — | —  |
| 2014–2015   | Bowling Green Falcons | NCAA        | 39  | 5  | 15 | 20 | 85  | —  | — | — | — | —  |
| 2015–2016   | Bowling Green Falcons | NCAA        | 42  | 5  | 18 | 23 | 48  | —  | — | — | — | —  |
| 2016–2017   | Bowling Green Falcons | NCAA        | 41  | 10 | 14 | 24 | 42  | —  | — | — | — | —  |
| 2017–2018   | Ontario Reign         | AHL         | 64  | 7  | 21 | 28 | 59  | 4  | 1 | 1 | 2 | 0  |
| 2018–2019   | Los Angeles Kings     | NHL         | 1   | 0  | 1  | 1  | 0   | —  | — | — | — | —  |
|             | Ontario Reign         | AHL         | 7   | 3  | 3  | 6  | 2   | —  | — | — | — | —  |
| NHL totalt  | NHL totalt            | NHL totalt  | 1   | 0  | 1  | 1  | 0   | —  | — | — | — | —  |
| AHL totalt  | AHL totalt            | AHL totalt  | 71  | 10 | 24 | 34 | 61  | 4  | 1 | 1 | 2 | 0  |
| NCAA totalt | NCAA totalt           | NCAA totalt | 160 | 22 | 58 | 80 | 250 | —  | — | — | — | —  |